# Ostorhinchus multilineatus
Ostorhinchus multilineatus is een straalvinnige vissensoort uit de familie van de kardinaalbaarzen (Apogonidae). De wetenschappelijke naam van de soort is voor het eerst geldig gepubliceerd in 1874 door Bleeker.